# Premiul Vladimir Colin
Premiile Vladimir Colin au fost decernate din 2000 unor lucrări literare românești SF&F considerate cele mai bune. Bazele sale au fost puse în 1999 de Ion Hobana și Gérard Klein în onoarea lui Vladimir Colin.

## Ediții

### Prima ediție din 2000
Prima ediție a Premiilor Vladimir Colin a fost în anul 2000, printre cei premiați numărându-se:
- Ona Frantz, premiul I - Sfâșierea,  editura Dacia
- Michael Haulică, premiul II - Madia Mangalena, ed. Institutul European
- Andrei Valachi, premiul III, Sheila, ed. Euronovis).

### II - 2001
Cea de a doua ediție a avut în 2001. Cei premiați au fost:
- Liviu Radu, premiul I (Constanța 1919, ed. Allfa), (2000)
- Cătălin Sandu, premiul II (Duel cu ceata și lotuși, Ed. Media-Tech)
- Costi Gurgu, Ciuma de sticlă (ed. ProLogos).

### III - 2006
Cea de-a treia ediție a decernării premiilor a avut loc la 11 decembrie 2006, la Librăria Cărturești. Juriul din acest an a fost format din Ion Hobana (președinte), Cătălin Badea Gheracostea, George Ceaușu, Mircea Opriță si Liviu Radu. Au fost nominalizați scriitorii Lucian Dragoș Bogdan, Sebastian A. Corn, Robert David, Dan Doboș, Radu Pavel Gheo, Bogdan Gheorghiu, Ana Maria Negrilă, Florin Pîtea și Sergiu Somesan.  
Premiile Vladimir Colin din 2006 au fost acordate lui:
- Dan Doboș, premiul I pentru trilogia Abația ("Pletele Sfântului Augustin", Abația, Blestemul Abației și Abația Infinită)
- Sebastian A. Corn, premiul II pentru Cel mai înalt turn din Baabylon și Imperiul Marelui Graal
- Florin Pîtea, premiul III pentru Necropolis și An/Organic.

### IV - 2008
Câștigători:
- Împăratul ghețurilor de Ana-Maria Negrilă (ed. Diasfera, 2006) – cel mai bun roman SF
- Sharia de Roxana Brînceanu, ed. Tritonic, 2005[2]
- Gangland de Florin Pîtea (Editura Diasfera, București, 2006)[3]

### V - 2012
Câștigători:
- Vindecătorul, Sebastian A. Corn[4][5]

### VI - 2014
Juriul a fost compus din Cătălin Badea-Gheracostea (București), Cornel Robu (Cluj), George Ceaușu (Iași), Lucian-Vasile Szabo (Timișoara) și Sebastian A. Corn (București).
Câștigători:
- Mircea Opriță, Călătorie în Capricia, Ed. Eagle, 2011 – cel mai bun roman SF[1]
- Liviu Radu cu Armata moliilor – cel mai bun roman fantastic[6][1]
- Marian Truță cu A doua venire – cel mai bun volum de proză scurtă SF.[6][1]
- Flavius Ardelean cu Acluofobia. Zece povestiri macabre - Premiul Vladimir Colin pentru cel mai bun volum de proză scurtă fantastică (2014)[1]
- Michael Haulică cu volumul Transfer la categoria Texte de frontieră
- Györfi-Deák György, Tolkien cel veșnic verde, volum auto-publicat online, 2013 - cea mai bună lucrare de non-ficțiune[1]

### VII - 2015
Câștigători:
- Cetatea fără trecut  de Rodica Bretin - Premiul Vladimir Colin pentru Cel mai bun volum de proză fantastică (2015)

### VIII - 2021
Juriul a fost compus din George Ceaușu (președinte de onoare), Lucian Ionică, Eduard Pandele, Dodo Niță și Cătălin Badea-Gheracostea
Câștigători:
- Texte de frontieră: Kyre, pentru Opere oposume, Tracus Arte, București, 2018
- Dark Fantasy/New Weird/Gothic/Horror: Marian Coman, Omulețul din perete și alte povestiri fantastice, Nemira, București, 2019
- Non-ficțiune: Marius Conkan, Portalul și lumile secundare, Tracus Arte, București, 2017
- Bandă desenată: Maria Surducan (scenariu) și Anna Beczedi (desene), Știma apelor, Jazz in the Park, Cluj, 2019
- Volum de proză scurtă fantastică/fantasy: George Cornilă, Arlequine, Crux Publishing, București, 2018
- Volum de proză scurtă SF: Alexandru Lamba, Singurătatea singularității, Herg Benet, București, 2018
- Roman fantastic sau fantasy: Daniel Timariu, seria Tenebre, Tritonic, București.
- Roman SF: Ana-Maria Negrilă, Agenții haosului, Crux Publishing, București, 2019

### IX - 2023
Juriul a fost compus din George Ceaușu (președinte de onoare), Ana-Maria Negrilă, Dodo Niță, Eduard Pandele, Cătălin Badea-Gheracostea
Câștigători:
- Volum de proză scurtă SF: Florin Pîtea, Cartea cu scoarțe de argint, ferecate. MOTORUL DE CĂUTARE, editura Crux Publishing, București, 2020
- Volum de proză scurtă fantastică: Liviu Surugiu, Fata de pe Drumul Mătăsii, editura Polirom, Iași, 2021
- Roman SF: Ștefan Manasia, Cronovizorul, editura Polirom, Iași, 2020
- Roman fantastic: Cezarina Anghilac, În cercul fiarei, PROMISIUNI DE SÂNGE, editura Crux Publishing, București, 2022
- Volum Dark Fantasy/ New Weird/ Horror: Diana Geacăr, Sirina și alți monștri din Saad, editura Casa de Pariuri Literare, București, 2021
- Volum de non-ficțiune: Mihai Iovănel, Istoria literaturii române contemporane. 1990-2020, editura Polirom, Iași, 2020
- Texte de frontieră: G.P. Ermin, Făt Frumos vs Darth Vader, editura Publishing House, București, 2020
- Bandă desenată: Quarter Antholog1cal (antologie coordonată de Marian Mirescu) – Editura Revers, sub egida Syndicart / Colecția AH, BD! 2021
- Premiul Special COLIN: Dănuț Ivănescu, PALIMPSESTUL DE LA COLINA CU APENDICE, editura Vasiliana ’98, Iași, 2020.

Premiul Special COLIN s-a acordat domnului Aurel Cărășel.

## Legături externe
- Premiile Vladimir Colin, goodreads.com

## Vezi și
- Listă de premii SF